# Lo stagno delle ninfee
Lo stagno delle ninfee è un dipinto di Claude Monet. Eseguito nel 1899, è conservato nella National Gallery di Londra.

## Descrizione
Si tratta di uno dei numerosissimi dipinti in cui Monet, nell'ultima fase della sua vita, condusse lo studio della superficie dell'acqua. Il soggetto è il celebre ponticello sopra lo stagno della sua proprietà di Giverny, raffigurato anche in altri dipinti quasi identici: Lo stagno delle ninfee, armonia rosa e Lo stagno delle ninfee, armonia verde (Parigi, Museo d'Orsay), e Ninfee bianche (Mosca, Museo Puškin delle belle arti).